# 144. vestlige længdekreds
Den 144. vestlige længdekreds (eller 144 grader vestlig længde) er en længdekreds, der ligger 144 grader vest for nulmeridianen. Den løber gennem Ishavet, Nordamerika, Stillehavet, det Sydlige Ishav og Antarktis.